# Квази-психотические симптомы
Квази-психотические симптомы — иллюзии, слуховые или иные галлюцинации, бредоподобные идеи, характеризующиеся мнимым наличием и появляющимися, как правило, без внешней провокации. Транзиторные симптомы могут являться единожды в течение всей жизни и не повлечь за собой никаких весомых последствий, но могут служить и своеобразным маркером, предвещающим манифестацию психического заболевания. При этом, если квази-психотические симптомы становятся регулярными, то повышается шанс неблагоприятного развития событий. Наиболее часто встречающимся симптомом квази-психотического характера является эффект «дежа вю», испытывать который приходилось значительной части населения.
Псевдогаллюцинации в зрительной и слуховой сфере у психически здоровых лиц встречается несколько реже, однако не вызывает негативных последствий помимо некоторых кратковременных трудностей, проходящих вместе устранением условий, ставших причиной возникновения симптомов.
При совпадении нескольких социальных или генетических факторов возможно дальнейшее развитие квази-психотических (транзиторных) симптомов в сложные и даже тяжелые формы психических расстройств.
Могут являться переходным этапом от психологического здоровья к болезни, также могут являться единожды или транзиторно, например в течение нескольких недель. Данные симптомы предполагают смешанную и меняющуюся картину, включают в себя начальное состояние, характеризующееся ощущением «оглушенности» в сочетании с особым сужением поля сознания и снижением внимания, вместе с неспособностью адекватно реагировать на внешние символы.
Современные исследования указывают на то, что психотические переживания, субпсихотический (или аномальный и необычный) опыт, такой как мимолетные и не вызывающие беспокойства галлюцинации, подозрительность и магическое мышление, распространены не только у лиц с психотическими расстройствами, но также и в общей популяции (то есть распространенность ~7 %). Более того, в то время как субклинический психотический опыт транзиторен у 80 % лиц, примерно у 20 % развиваются стойкие психотические переживания, а у 7 % — психотическое расстройство.
Психотический опыт периодически встречается у некоторых людей, однако отличается по частоте, тяжести и интенсивности, а в экстремальном случае проявляется как расстройство.
Квази-психотические симптомы могут четко дифференцироваться самими людьми, испытывающими их. У психически здоровых лиц, не имеющих предрасположенности к заболеваниям при условии нахождения в социальной среде, соответствующей образованию данных симптомов, будет наблюдаться выраженная негативная эмоциональной окраска в связи с такими переживаниями.
Схожие результаты были получены во время апробации шкалы PANSS-RU, во время исследования качества перевода шкалы, где в качестве контрольной группы были взяты респонденты с нормальным психическим здоровьем, не употреблявшие алкоголь в течение месяца и наркотики в течение всей жизни. В ходе исследования были получены такие значения как общий PANSS-Ru балл: Общий балл — 1.67; 
балл позитивных симптомов — 1.75; 
балл негативных симптомов — 1,75; 
общий психопатологический балл — 1,68, что говорит о наблюдающемся присутствии психотических симптомов у здоровых лиц.
Психотические переживания широко распространены в общей популяции и связаны с неблагоприятными психиатрическими и социальными исходами, даже при отсутствии психотического расстройства. Более того, проведенное лонгитюдное исследование показало, что развитие данных проблем может привести к клиническому исходу, а также к смерти или самоубийству).

##### Псевдогаллюцинации зрения и слуха
Псевдогаллюцинации слуха выражаются в отсутствии стимула в реальности, воспринимающий человек отмечает их не как физические явления, а как «существующие в голове», воспринимаемые изнутри, мозгом, совестью, то есть, не органами чувств (зрения, обоняния, осязания, слуха), и на значительном расстоянии, сквозь стены.
Для данного вида псевдогаллюцинаций характерна особенная точность воспринимаемого: они качественно различны, можно четко определить, кому принадлежат слышимые голоса, их повышения и понижения, высота и тембр звуков.
Человек, испытывающий данные ощущения, осознает источник звука как находящийся внутри самого себя, а не происходящего из реальности. Симптом навязчивости слуховых псевдогаллюцинаций, когда звуки слышатся против воли человека, ни в коем случае не говорит о наличии психопатологии, так как это является весьма частым явлением у здоровых людей, например у музыкантов, которые ввиду своей профессии часто испытывают подобное звучание мелодий, описываемых как назойливый мотив, происходящий изнутри при помощи «внутреннего слышания».
Зрительные псевдогаллюцинации внутреннего характера часто бывают вызваны различными тактильными ощущениями, например зубной болью на фоне особо чувствительного состояния, такого как стресс или лихорадка. Во время лихорадки зрительные изображения могут не сменяться постоянно, но и задерживаться на одном конкретном предъявлении.
Чаще всего данное явление наблюдается у здоровых людей эпизодически, однако у лиц, имеющих нервный темперамент или легковозбудимые кортикальные чувственные сферы, это может случаться регулярно. Условием для возникновения становится переход между фазой сна и бодрствования, когда происходит умственное умиротворение, знаменующее скорый переход ко сну. Возникающие образы отличны от реальных, но в то же время смешиваются с действительностью и воспринимаются как грезы наяву. Они чередуются со значительной скоростью, но при этом не связаны между друг другом логикой и постепенно, с процессом засыпания, трансформируются в сновидения. Все видимые изображения вторично не предъявляются и в целом не влияют на психику человека.
Если же чувственный образ появляется регулярно и задерживается на долгое время, то это говорит о стабильности псевдогаллюцинаций, и указывает на пограничное состояние человека между психическим здоровьем и душевной болезнью. Во время таких эпизодов не имеет значения, закрыты или открыты глаза, явление будет восприниматься одинаково интенсивно, что может приносить значительное страдание для сознания и скорее будет относиться к формам психопатологии.
Визуальные псевдогаллюцинации схожи с обычными предметами, которые любой человек может представить при помощи воображения, но будут иметь навязчивый характер и гораздо более детальный вид. Зачастую люди полагают, что эти образы навязываются им кем-то насильно. Характерной особенностью также является убежденность псевдогаллюционирующих в том, что видения доступны только им.

#### Пре-психотические маркеры
В качестве пре-психотических маркеров, требующих особо пристального внимания с целью предупреждения развития болезней, могут выступать такие параметры как возраст, гендерная характеристика, расовая принадлежность, религиозные убеждения, сексуальная ориентация, происхождение, миграция, общий уровень культурной среды и соотношение человеком себя в этой среде.
По своим свойствам проявление квази-психотических симптомов в рецидивирующем виде может повлечь за собой манифестацию различных психических заболеваний, например, таких как: шизофрения, депрессия, биполярное аффективное расстройство, и многие другие.
Помимо генетической предрасположенности, существует несколько факторов, указывающих на возможное возникновение транзиторных квази-психотических симптомов, а именно: этническое происхождение, миграция и аккультуризация, употребление психоактивных веществ, социальный опыт.
Для развивающихся стран характерным является высокий процент людей, испытывающих транзиторные симптомы, однако показатели заболеваемости могут изменяться с течением времени, это связано с естественным развитием конкретных стран.
В подростковом, юношеском возрасте псевдогаллюцинаторный вариант эндогенного процесса чаще всего наблюдается у лиц, имеющих предпосылки к появлению расстройств психопатоподобного, неврозоподобного, и паранойяльного регистров.
Фобии, например страх высоты или темноты, в таких случаях выступают эквивалентом аффективных состояний, влекущих за собой квази-психотические переживания.
Дисморфомания, дромоманические, алкогольные и наркоманические тенденции в подростковом возрасте выступают в роли двойного стимула к появлению неблагоприятных симптомов, ввиду своей социальной нежелательности, вызывающих дискриминацию и неблагоприятно воздействующие на общую регуляторную работу психической и нервной систем. Для большинства из данной группы критическое отношение к данным состояниям отсутствует.
Ситуации, разделенные по видам (например, семейные ссоры, нестабильность жилья и финансовые сложности), могут также способствовать более частому появлению психозов.
Также в роли фактора, увеличивающего шанс появления данных симптомов, выступает эмоциональная неустойчивость импульсивного типа ввиду особой чувствительности таких личностей, низкого самоконтроля, влекущего за собой вариативную десоциализацию. Витальный аффект тоски с изменением идеаторной, соматической и двигательной сфер, вызывающий трудности в сосредоточении и затруднении в усвоении новой информации может вызывать когнитивную ригидность, влекущую за собой возможность появления транзиторных психотических симптомов.